# Whatever It Is
Whatever It Is er det ottende studiealbum af den danske gruppe Gangway, udgivet 5. april 2019. Det er gruppens første album i 23 år siden That's Life fra 1996.

## Modtagelse
Whatever It Is fik generelt positive anmeldelser. Ekstra Bladet, Politiken og GAFFA gav fire ud af seks stjerner, mens Jyllands-Posten tildelte albummet fem ud af seks stjerner.
Ekstra Bladets anmelder Thomas Treo skrev, at sangskriver Henrik Ballings "runde spydighed og excentriske tilbøjeligheder spreder personlighed på et album, der bare driftssikkert fungerer på et fundament af hæderligt håndværk." Han mente dog, at gruppens lyd ofte fremstår "noget dateret og en sjælden gang decideret corny", men fremhævede "The Quiet Stairs" og "Exit" som sange, hvor gruppen "leger med deres karakteristiske lyd og prøver grænser af ude i stratosfæren."
I GAFFA kaldte Jan Opstrup Poulsen albummets sange for "små gennemkomponerede værker og ofte med en sært drejet historie," der lyder "umanerligt meget af Gangway." Han tilføjede: "Men Gangway har også iført sig et par sko, som både Pet Shop Boys, Prefab Sprout og Depeche Mode fylder godt ud. Efterhånden noget udtrådte, men så sandelig eksklusive mærker."
Politikens Simon Lund skrev: "De på en gang brede og detaljerige synthflader trækker et spor af mismod gennem hele albummet, men allerede på "Colorful Combinations" giver den medrivende melodiske side af Gangway sig til kende hen over et stykke 1990’er-house, der planter noget af den lykkefølelse, Henrik Balling er i stand til at indkapsle som sangsmed, i lytteren." Lund syntes, at albummet mister noget af sin skarphed med for mange ideer og detaljer i lydbilledet: "De mudrer indimellem de fængende sanglinjer til og er ikke alle sammen lige gode. Især energiudladningen af drum’n’bass-rytmer på titelnummeret og den tågede poptechno på det efterfølgende "Exit" virker underligt bedaget og uden den ubestemmelige følelse af tidløshed, der ellers hænger ved en god Gangway-sang."

## Spor
Alt tekst og musik er skrevet af Henrik Balling, undtagen hvor noteret.
1. "The Sea, the Moon and the Stars" – 2:54
2. "Colourful Combinations" – 3:32
3. "See If I Care" – 4:04
4. "Confident and Ordinary" – 3:38
5. "The Quiet Stairs" – 5:15
6. "Don't Want to Go Home" – 4:02
7. "Covered By Water" – 4:16
8. "Whatever It Is" – 4:03
9. "Exit" (Tekst: Balling/Musik: Balling, Janus Nevel Ringsted, René Munk Thalund) – 2:26
10. "Always Crying" – 3:45

## Personel
Gangway
- Allan Jensen – vokal, kor
- Henrik Balling – guitar, keyboards, programmering, kor, producer, lydtekniker
- Torben Johansen – keyboards, guitar, kor

Yderligere musikere
- René Munk Thalund – keyboards, synthesizer, kor, lydtekniker
- Carl-Erik Riestra Rasmussen – bas, synthesizer, kor, lydtekniker
- Janus Nevel Ringsted – trommer, keyboards, programmering, percussion, producer, lydtekniker
- Lester John Noel – kor (spor 1, 2, 5, 7, 10)
- Thorbjørn Nyander Poulsen – elektrisk piano (spor 5), yderligere programmering (spor 7)
- Andreas Pallisgaard Hansen – yderligere programmering (spor 5)

Produktion
- Jonas Ritter – lydtekniker
- Mads Nørgaard – mixer
- Emil Thomsen – mastering
- Lars Löbner Jeppesen – album sekvensering
- Peter Ravn – cover design
- Nikolaj Borg – cover udførelse